# Xã Knox, Quận Jay, Indiana
Xã Knox (tiếng Anh: Knox Township) là một xã thuộc quận Jay, tiểu bang Indiana, Hoa Kỳ. Năm 2010, dân số của xã này là 503 người.